# Narvel Felts
Albert Narvel Felts (Keiser, Arkansas, 11 november 1938) is een Amerikaanse country- en rockabilly-muzikant.

## Jeugd
Narvel Felts groeide op in Bernie. Geïnspireerd door de toenmalige countrysterren als Ernest Tubb en Floyd Tillman, leerde Felts zichzelf het gitaarspel. In 1956 won hij met zijn versie van Blue Suede Shoes een talentenjacht op de middelbare school. Het was de tijd van de rock-'n-roll, waaraan de 17-jarige Felts zich met enthousiasme wijdde.

## Carrière
Een diskjockey uit Dexter hoorde Felts en bezorgde hem een werkplek bij de radiozender KDEX. Spoedig presenteerde Felts op de zaterdagmiddagen zijn eerste programma. De instap in de professionele muziekbusiness begon, toen hij Jerry Mercer in diens band The Rockets verving. Felts eerste manager, een platenwinkeleigenaar, regelde een auditie bij Sun Records. Felts en een bandlid stelden zich voor aan Jack Clement, die beiden naar huis stuurde met het advies om een paar liedjes te schrijven. Felts keerde na de eerste mislukte poging voor een korte periode met de gehele band terug naar Sun Records en hield zijn eerste sessie, terwijl onder andere Cry Baby Cry werd ingespeeld. Echter geen van de opgenomen liedjes werden door Sun Records uitgebracht.
Felts en The Rockets keerden terug naar Missouri. Tijdens een optreden in St. Louis werden ze ontdekt door een medewerker van Mercury Records. Tijdens de daaropvolgende periode werden vijf rockabilly-singles opgenomen, die allen tot 1958 verschenen, maar zonder succes bleven. In 1960 bereikte Felts met Honey Love voor de eerste keer de onderste regionen van de hitlijst, maar verdere successen bleven echter uit. Daarna wisselden ze naar MGM Records, maar er verschenen echter geen platen. Tijdens de jaren 1960 vervolgde Felts zijn carrière, maar concentreerde hij zich echter meer op zijn familie. Hij trad verder op en nam voor plaatselijke labels enkele onbeduidende platen op.
In 1973 lukte Felts de doorbraak als countryzanger. Hij tekende een contract bij Cinnamon Records en al zijn tweede single Drift Away plaatste zich in de top 10 van de Hot Country Songs. Er volgde een reeks verdere hits als All in the Name of Love (1973) en I Want to Stay (1974). Nadat zijn platenlabel in 1975 moest sluiten, wisselde Felts en The Rockets naar ABC-Dot, waar hij zijn succesreeks kon voortzetten. Bij ABC-Dot boekte hij met Reconsider Me zijn grootste hit, die een 2e plaats bereikte. Er volgden verdere hitklasseringen en in 1978 een verdere grote hit met Run for the Roses. De toppositie zou hij echter niet bereiken.
Felts raakte zijn contract bij ABC-Dot kwijt, toen het label werd opgekocht door MCA Records. In het midden van de jaren 1970 ontsloeg zijn roadmanager The Rockets en contracteerde een nieuwe band met de naam Wild Country. De samenwerking met de nieuwe band hield echter geen stand, die daarna zonder Felts onder de naam Alabama een uiterst succesvolle carrière startten. Felts richtte aan het eind van de jaren 1970 de band The Driftaways op, waarmee hij een permanente gast werd bij het Hemsby Rock'n'Roll Weekend en werd in Europa bij rockabilly-fans zeer populair.
Tijdens de jaren 1980 wijdde Felts zich meer aan de gospelmuziek. Tegenwoordig treedt hij nog altijd op in country- en rockabilly-shows.

## Discografie

### Singles
Mercury Records
- 1957:	Foolish Thoughts / Kiss-A-Me Baby
- 1957:	Cry, Baby, Cry / Lonesome Feeling
- 1958:	Rocket Ride (instr.) / Dream World
- 1958:	Rocket Ride Stroll (instr.) / Dream World
- 1958:	Vada Lou / Little Girl Step This Way

Pink Records
- 1959:	Cutie Baby / Three Thousand Miles
- 1959:	Genavee / Honey Love
- 1960:	Tony / Darling Sue
- 196?:	3000 Miles / ?

Starline Records
- 1962:	Little Miss Blue Eyes / I Swear by the Stars Above

Renay Records
- 1962:	Lovelight Man / Larry and Joellen
- 1963:	Mountain of Love / The End of the World Is Near
- 1966: (?)Girl Come Back / Sweet Sweet Loving

Groove Records
- 1963:	Mountain of Love / The End of the World Is Near (herpublicatie door Renay)

ARA Records
- 1964:	Four Seasons of Life / All That Heaven Sent
- 1965:	You Were Mine / You Didn't Tell Me, I Didn't Know
- 1965:	Night Creature / One Boy and One Girl
- 1965:	Your True Love / Welcome Home Mr. Blues

Hi Records
- 1966:	I'd Trade All of My Tomorrow / The Greatest Gift
- 1967:	86 Miles / Bells
- 1967:	Don't Let Me Cross Over / Like Magic
- 1968:	Dee Dee / Starry Eyes
- 1968:	Since I Met You Baby / I Had to Try Again
- 1976:	This Time / I Had to Cry Again

Cinnamon Records
- 1973:	Rockin' Little Angel / Twelfth of Never
- 1973:	Drift Away / Foggy Misty Morning
- 1973:	All in the Name of Love / Before You Have to Go
- 1974:	When Your Good Love Was Mine / Fraulein
- 1974:	Until the End of Time / Someone to Give My Love to (met Sharon Vaughan)
- 1974:	I Want to Stay / Wrap My Arms Around the World
- 1974:	Raindrops / Tilted Cup of Love

ABC / Dot Records
- 1975:	Foggy Misty Mountain / Reconsider Me
- 1975:	Funny How Time Slips Away / No One Knows
- 1975:	Away / Sometime Hold Me (Until She Passes By)
- 1976:	I Remember Too / Lonely Teardrops
- 1976:	If Ever Two Were One (Then Surely We Are) / My Prayer
- 1976:	I'm Afraid to Be Alone / My Good Thing's Gone
- 1977:	Another Crazy Dream / Feelin' Right
- 1977:	I Don't Hurt Anymore / When We Were Together
- 1977:	Remember / To Love Somebody
- 1977:	Blue Darlin' / Please
- 1978:	Free / Runaway
- 1978:	Just Keep It Up / Lonely Lady (gepubliceerd bij ABC)
- 1978:	Lie to Me (Darling) / One Run for the Roses (gepubliceerd bij ABC)
- 1978:	Everlasting Love / Small Enough to Crawl (gepubliceerd bij ABC)

MCA Records
- 1979:	Moment by Moment / Never Again
- 1979:	Tower of Strength / You're a Heartbreaker

Collage Records
- 1979:	Because of Losing You / ?

GMC Records
- 1981:	Louisiana Nights / ?
- 1981:	Fire in the Night / ?

Lobo Records
- 1982:	I'd Love You to Want Me / ?
- 1982:	Sweet Southern Moonlight / ?
- 1982:	Roll Over Beethoven / ?

Compleat Records
- 1982:	Smoke Gets in Your Eyes / You're the Reason
- 1983:	Cry Baby / ?
- 1983:	Anytime You're Ready / ?

Gusto Records
- 1983:	Reconsider Me / Drift Away

Evergreen Records
- 1983:	Fool / ?
- 1984:	You Lay So Easy on My Mind / ?
- 1984:	Let's Live This Dream Together / ?
- 1984:	I'm Glad You Couldn't Sleep Last Night / ?
- 1984:	Hey Lady / ?
- 1985:	If It Was Any Better (I Couldn't Stand It) / ?
- 1985:	Out of Sight, Out of Mind / ?
- 1986:	Rockin' Little Angel / ?
- 1987:	When a Man Loves a Woman / ?
- 1988:	I Need Somebody Bad / ?

Cone Records
- 1992:	Pink and Black Days / My Innocent Age

### Albums
- 1973: Drift Away (nr. 30)
- 1974: When Your Good Love Was Mine (nr. 41)
- 1975: Narvel Felts (nr. 4)
- 1975: Reconsider Me
- 1976: Narvel the Marvel (nr. 10)
- 1976: This Time
- 1977: Doin' What I Like
- 1977: Touch of Felts (nr. 30)
- 1979: One Run for the Roses (nr. 49)
- 1987: Teens Way (Bear Family)
- 1988: Radio Rockabillies
- 1990: Memphis Days (Bear Family)
- 1999: Narvel On Rollin' Rock[bron?] - Pink and Black Days
- 2003: More Radio Rockabillies
- 2016: Now Is the Hour

- Biblioteca Nacional de España: XX5638041
- Bibliothèque nationale de France: cb14176807d (data)
- Gemeinsame Normdatei: 134708652
- International Standard Name Identifier: 0000 0000 5550 5496
- Library of Congress Control Number: n93118121
- MusicBrainz: 7b2d7a70-5c1c-4cb0-93f7-dd627a45662c
- Virtual International Authority File: 18901508
- WorldCat: E39PBJcwFHQ9XqPcJkvkgMvfv3